# Gångfartsområde

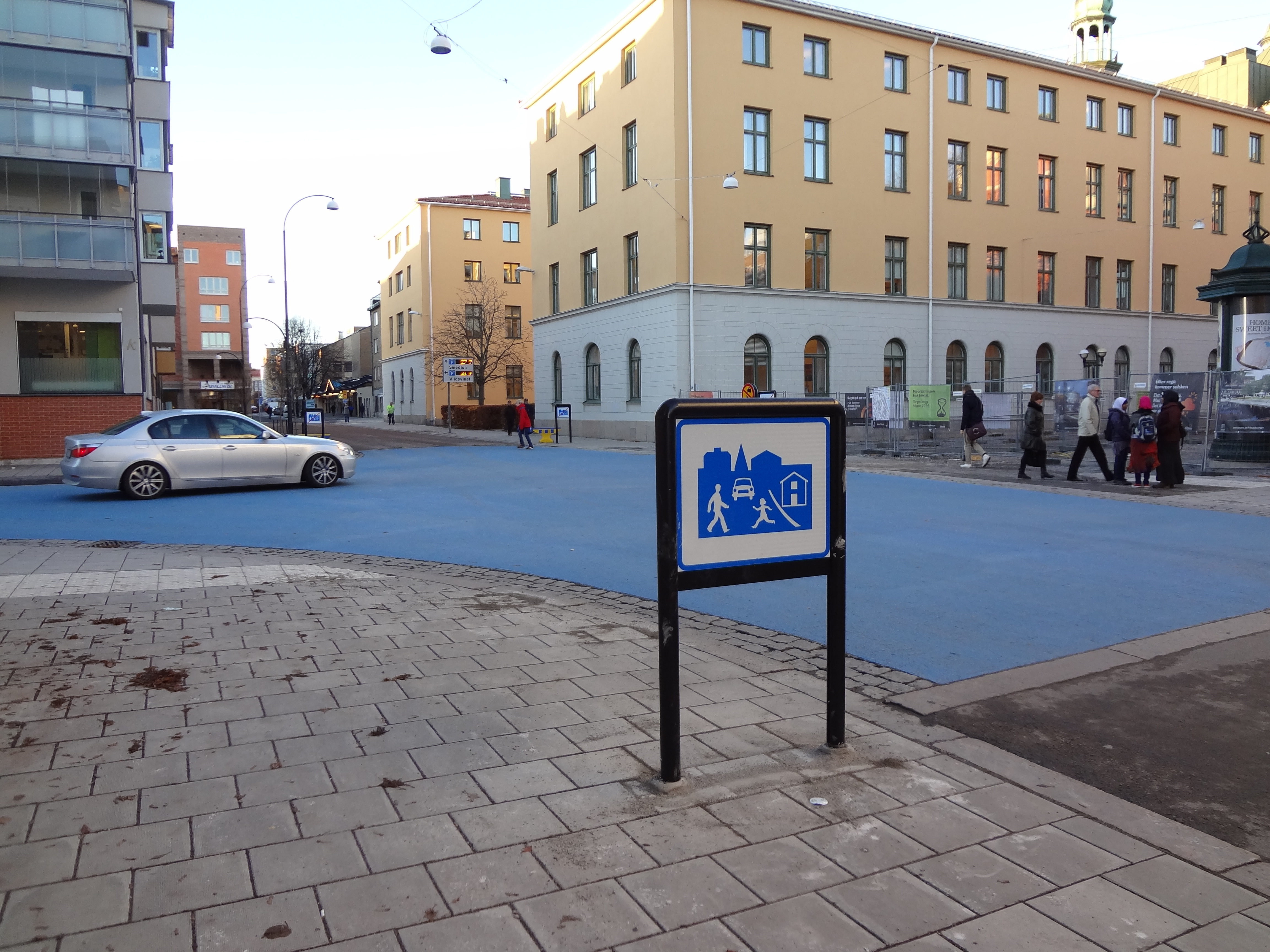
Gångfartsområde i centrala Eskilstuna. Hela området är i detta fall målat i blått för att tydligt avskilja det.

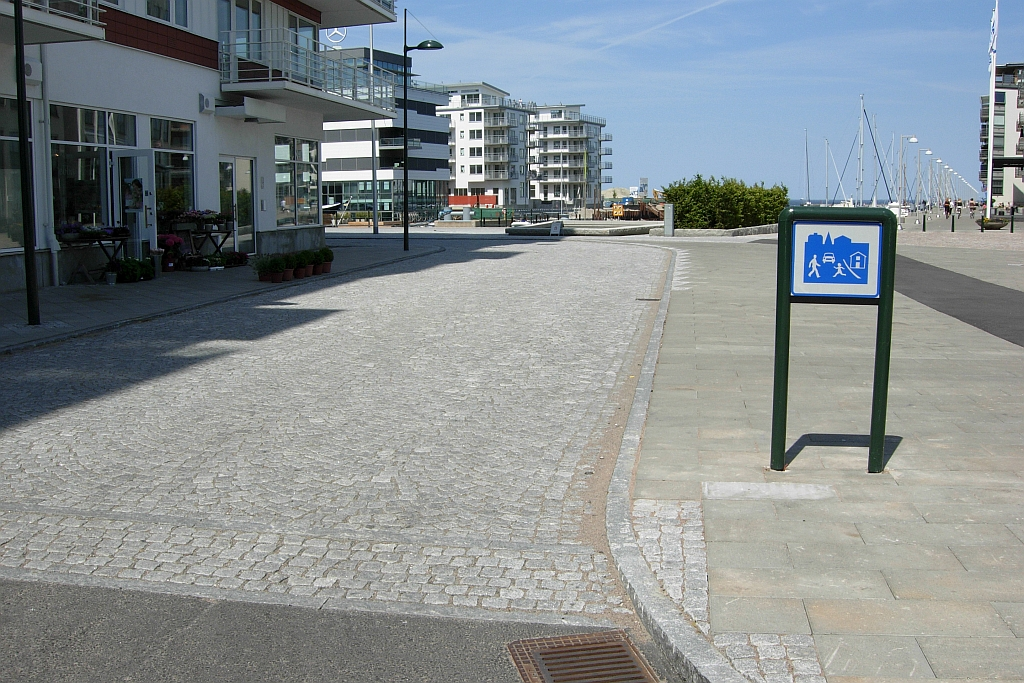
Del av Isbergs gata i Malmö som gjorts till gångfartsområde.

Gångfartsområde eller gårdsgata är ett område där trafiken sker på fotgängares villkor. Fordon får inte framföras i hastigheter högre än gångfart och förare har väjningsplikt mot gående. Fordon får endast parkeras på markerade parkeringsplatser. Till skillnad från gågator är motordriven genomfartstrafik tillåten. Inne i gångfartsområden gäller högerregeln, och man ska lämna företräde åt fordon som närmar sig från höger i eventuella korsningar. När man kör ut ur ett gångfartsområde gäller utfartsregeln och väjningsplikt.

## Historia
De första gårdsgatorna anlades i Emmen i Nederländerna i slutet av sextiotalet, etablerades i nederländsk lagstiftning 1976, och anammades i flera andra länder under slutet av sjuttiotalet och början av åttiotalet. Till Sverige kom gårdsgatorna 1994.

## Sverige
Begreppet gångfartsområde och dess märke infördes i Sverige den 1 juni 2007 och ersatte begreppet gårdsgata. För de då befintliga gårdsgatorna gällde de äldre lagkraven fram till 31 maj 2012 och den äldre skyltningen fick användas fram till dess.[källa behövs] Därefter accepterar lagen inte längre begreppet gårdsgata. Ett gångfartsområde måste vara utformat så att det framgår att gående nyttjar hela ytan och så att det inte inbjuder fordonsförare att köra fortare än gångfart, vilket inte krävdes för föregångaren gårdsgata. Det var därför inte avsett vid lagändringen att alla gårdsgator skulle bli gångfartsområden.[källa behövs]
I Eskilstuna (Nygatan/Gymnastikgatan) har kommunen höjt upp korsningen samt valt att måla hela området blått för att avskilja det från gator där det inte är gångfartsområde.

## Finland
Gårdsgata beskrivs i vägtrafiklagen (FFS 729/2018) som en med vägmärke angiven gata som är avsedd för gång- och fordonstrafik. Gående på en gårdsgata får använda samtliga delar av gatan. De får dock inte i onödan hindra fordons- eller spårvagnstrafik. Högsta tillåtna hastighet för fordon och spårvagnar på gårdsgator är 20 km/h.

## Skyltar i olika länder
Skyltarna kan skilja sig en del mellan olika europeiska länder, men har ändå en snarlik symbolik. Det vanligaste är en blå skylt med en bil, ett hus, en vuxen människa och ett lekande barn. Några länder som Sverige, Schweiz och Danmark har en vit zonmarkering som omger det blå fältet. Det finns länder som har omvänd ordning med ett vitt fält och en blå zonmarkering som t ex Rumänien.  Några länder kan ha lite avvikande motiv på bilden som Italien som har ett träd på bilden men ingen bil. Istället för en vuxen och ett barn är det två lekande barn på skylten i Italien. Några kan ha en inbyggd hastighetsskylt som Frankrike och Schweiz. Mest avvikande är skylten i Irland där den dels är gul och svart istället för blå och vit, den är dessutom kompletterad med hastighetsskylt samt en upplysande text.
Trots alla dessa skillnader ska skyltarna ändå vara så pass lika att de är begripliga för den som kör i olika länder, oavsett vilken variant trafikanten är van vid.

Belgien
Danmark
Finland
Frankrike
Grekland
Irland
Italien
Nederländerna
Norge
Polen
Rumänien
Schweiz
Serbien
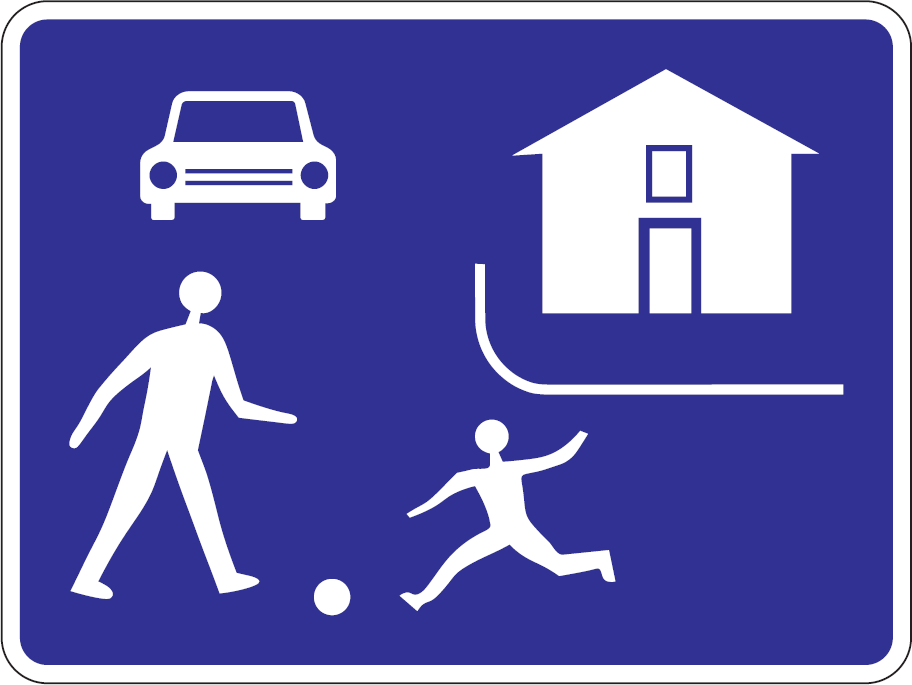
Slovakien
Spanien
Storbritannien
Sverige
Tjeckien
Tyskland
Österrike